# Nymphon hirtipes
Nymphon hirtipes är en havsspindelart som beskrevs av Bell, T. 1853. Nymphon hirtipes ingår i släktet Nymphon och familjen Nymphonidae. Inga underarter finns listade i Catalogue of Life.